# Joseph Bauer (Politiker, 1880)
Joseph Bauer (* 1. April 1880 in Matzöd; † 22. März 1954 in München) war ein deutscher Landwirt und Mitglied des Deutschen Reichstags.

## Leben
Bauer besuchte von 1886 bis 1889 die Volksschule zu Dietersburg, von 1889/90 das Erziehungsinstitut Fürstenstein, dabei den Unterricht der 1. Lateinklasse empfangend, hierauf die 2. und 3. Klasse der Lateinschule zu Passau. Er musste danach wegen des Ablebens des einzigen Bruders das Studium aufgeben, um sich der Landwirtschaft zu widmen. 1905 übernahm er das elterliche Anwesen, welches 120 Tagwerk Grund umfasste.
In den Jahren 1898 bis 1900 diente er bei der 9. Batterie des 1. Feldartillerie-Regiments „Prinzregent Luitpold“ der Bayerischen Armee in München.
Er gehört dem Distriktsrat, dem Steuerausschuss am Königlichen Rentamte Pfarrkirchen sowie dem landwirtschaftlichen Bezirksausschuss in Pfarrkirchen an. Ferner war er als Vorstandsmitglied beim Darlehenskassenverein Dietersburg und mehreren gemeinnützigen Vereinen. Er verfasste den Text zur Operette Der Schwur des Kreuzhofbauern von 1924.
Von 1912 bis 1918 war er Mitglied des Deutschen Reichstags für den Wahlkreis Niederbayern 4 (Pfarrkirchen, Eggenfelden, Griesbach).